# Trioxsaleno
Trioxsaleno é um fármaco que ativa a melanogênese. Utilizado para a repigmentação em casos de vitiligo, também é utilizada como coadjuvante no tratamento da psoríase. De mecanismo de ação ainda não elucidado, necessita de estimulo solar para formação de melanina.

## Reações adversas
- Queimaduras em exposição excessiva ao sol.[3]
- Reações mais freqüentes: prurido na pele, náusea, tontura, dor de cabeça, depressão mental. Sintomas de overdose ou super exposição a luz violeta: bolha e descamação da pele, rubor, ferida na pele, edema, especialmente nos pés ou pernas.[4]